# 28-as busz (Miskolc)
A miskolci 28-as busz a Búza tér és a Tampere városrész kapcsolatát látja el.

## Története
2015. június 15-én hozták létre, mivel a 38-as busz addigi útvonalát kettévágták, ezért ez a busz és a 34-es jár helyette. Korábban a 38-as vonalnak hasonló útvonala volt, ami a Vörösmarty Mihály utcához közel lévő Arany János utca és a Tampere városrész között közlekedett.

## Követési ideje
Hétköznap csúcsidőben 30, völgyidőben
60 percenként közlekedik. Hétvégén egész nap óránként közlekedik.

## Megállóhelyei
| 0  | Búza tér               | 12 | 1, 3, 3A, 4, 7, 11, 20, 20A, 20B, 24, 32, 43, 44, 45, 101B Volánbusz |
| 3  | Hősök tere             | ↑  | 14, 34, 35, 36, 43, 44                                               |
| ↓  | Centrum                | 9  | 1, 1A, 2 12, 20, 20A, 20B, 34, 35, 43, 44, Auchan 1                  |
| 5  | Villanyrendőr          | ↑  | 1, 1A, 2 14, 34, 35, 36, 43, 44, Auchan 1                            |
| ↓  | Vörösmarty Mihály utca | 7  | 12, 20, 20A, 20B, 34, 35, 36, 43, 44, Auchan 1                       |
| 7  | Népkert                | 5  | 12, 14, 20, 20A, 20B, 34, 35, 36, 43, 44                             |
| 9  | Derkovits utca         | ↑  | 20B, 35                                                              |
| ↓  | Knézich Károly utca    | 3  |                                                                      |
| ↓  | Mikes Kelemen utca     | 2  |                                                                      |
| ↓  | Arborétum              | 1  |                                                                      |
| 10 | Tampere városrész      | 0  |                                                                      |